# Estación multimodal El Labrador
La Estación Multimodal El Labrador es un complejo de transporte urbano de la ciudad de Quito, ubicado en la parroquia La Concepción al centro-norte de la urbe. El predio, aledaño al extremo sur del parque Bicentenario, se encuentra flanqueado por las avenidas Amazonas, Galo Plaza e Isaac Albéniz. El complejo recibe su nombre del monumento al labrador, que se levanta en la glorieta ubicada al sur de la estación, y por el que los quiteños conocen al sector circundante. La plataforma en superficie fue inaugurada el 1 de junio de 2018, aunque la estación de Metro tardará un poco más.
Al ser intermodal o integradora, la estación cumple la función de interconectar los diferentes sistemas de transporte de la ciudad pertenecientes al Sistema Integrado de Transporte Metropolitano (SITM-Q), tales como el Metro, Trolebús, Ecovía, Corredor Central Norte y BiciQuito, además del sistema de autobuses público-privados.

## Construcción
La estación multimodal El Labrador forma parte del proceso constructivo de la Fase 1 del Metro de Quito y, junto con la estación La Magdalena, serán las primeras infraestructuras construidas por la empresa española Acciona Infraestructuras, ganadora de la licitación convocada en agosto del 2012. Se contempla la construcción de un edificio para la conexión de la parada del metro con el exterior, con sistemas de información y áreas de espera y circulación para brindar confort a los pasajeros.

## Servicios
La estación tiene cuatro accesos: el primero en la avenida Amazonas, el segundo en la avenida Galo Plaza y el tercero y cuarto desde el interior de la estación subterránea. Además posee andenes que permiten la ubicación de terminales para buses convencionales o BRT, aceras para facilitar el desplazamiento de los pasajeros hacia las calles aledañas, amplios espacios verdes y peatonales integrados al parque Bicentenario, alumbrado público, señalización, sistemas de seguridad para los usuarios y otros servicios adicionales.

## Sistemas integrados
Una vez inaugurada, las dependencias de la estación El Labrador ofrecerán gradualmente un servicio de integración con los corredores del norte de la ciudad y la línea 1 del Metro. De estos, los siguientes sistemas usarán la estación como su destino principal:
- Trolebús , su nueva estación norte.
- Metro, mediante la estación subterránea El Labrador.
- BiciQuito, que ampliará su servicio de bicicleta pública hasta el complejo.

Mientras que los siguientes la usarán como centro de interconexiones a sus respectivos sistemas:
- Corredor Central Norte, desde las paradas Concepción y Florida.
- Ecovía, mediante unidades integradoras desde la Estación Río Coca.
- Autobuses público-privados.

### Trolebús
El 1 de junio de 2018 entró en funcionamiento la conexión de la estación multimodal El Labrador con el Trolebús de Quito, convirtiéndose en la nueva parada de transferencia norte de ese sistema, que desde 1996 venía funcionando en la antigua Estación Norte.
Al ser parte de una estación multimodal, esta parada cumple la función de interconectarse con otros sistemas de transporte como el Metro, los autobuses público-privados, BiciQuito, y los autobuses alimentadores que se dirigen hacia los barrios periféricos de la ciudad, siendo estos últimos los únicos con los que mantiene una tarifa integrada para realizar trasbordos sin recargos.

## Circuitos y Rutas alimentadoras
Con respecto a las rutas alimentadoras, la Estación Multimodal El Labrador sirve al público con las siguientes:
| C1        | El Recreo - El Labrador                  |
| C2        | El Labrador - M. Valverde                |
| C3        | El Labrador - Parada Sto. Domingo        |
| IN_RC- 62 | El Labrador - Río Coca                   |
| IN-OF     | El Labrador - Terminal La Ofelia         |
| IN_CA- 01 | El Labrador - Terminal Terreste Carcelén |
| LA-03     | El Labrador - Rumiñahui                  |
| LA-04     | El Labrador - Kennedy/Edén               |
| LA-05     | El Labrador - Comité del Pueblo          |
| LA-06     | El Labrador - Los Laureles               |
| LA-10     | El Labrador - Cotocollao                 |
| LA-44     | El Labrador - Llano Grande - Bonanza     |
| LA-64     | El Labrador - Cochapamba                 |
| LA-46     | El Labrador - Zabala - El Cisne          |
| LA-90     | El Labrador - Condado - La Roldós        |